# Épiphytie
Ne doit pas être confondu avec épiphyte.
En pathologie végétale, une épiphytie (par analogie avec l'épizootie) est une maladie qui atteint rapidement un grand nombre de végétaux de la même espèce. 
Les maladies cryptogamiques suivantes (attaques parasitaires) sont des épiphyties :
- l’oïdium,
- la rouille,
- le mildiou.

Des insectes parasites peuvent aussi être à l'origine d'épiphyties, comme les scolytes, en 2018-2021, dans l'est de la France.